# Obuchovskij zavod
Obuchovskij zavod (in russo Обуховский завод?, Officine Obuchov, in sigla GOZ) è un grande impianto industriale per la metallurgia e la produzione di macchinari pesanti e armamenti, situato a San Pietroburgo in Russia. La fabbrica venne costruita e attivata nel XIX secolo dall'Impero zarista e divenne il principale centro produttivo russo per la fabbricazione di cannoni pesanti, in particolare per la Marina Imperiale da guerra.
Dopo la Rivoluzione d'ottobre, la fabbrica, che era stata uno dei più attivi centri di agitazione bolscevica, venne denominata prima Stabilimento statale di Leningrado Bol’ševik, poi nel 1922 Fabbrica Bol’ševik N° 232, e rimase anche nell'Unione Sovietica un importante centro produttivo del complesso militare-industriale sovietico. Ha riassunto il nome originario nel 1992 dopo la dissoluzione dell'Unione Sovietica e, inserita nel grande conglomerato dell'industria della difesa Almaz-Antey, è attiva nella costruzione di macchinari e sistemi per le forze armate russe.

## Storia
Alla metà del XIX secolo le ricerche sulla metallurgia del ferro sviluppate dell'ingegnere minerario militare Pavel Matveevič Obuchov avevano permesso di attivare per la prima volta nell'Impero russo la costruzione di cannoni in acciaio; dopo un primo esperimento produttivo nella fonderia di Zlatoust, i dirigenti politico-militari zaristi decisero di costruire due nuovi stabilimenti metalmeccanici in cui iniziare la produzione in serie dell'artiglierie moderne necessarie per potenziare l'esercito imperiale. Nel 1863 quindi entrarono in funzione le officine Motovilicha a Perm, mentre Pavel Obuchov, promosso colonnello, poté attivare, grazie anche la contributo decisivo dell'industriale Nikolaj Ivanovič Putilov che acquisì la licenza di produzione e comprò il terreno sulle rive della Neva su cui costruire la fabbrica, un secondo stabilimento per la produzione di cannoni a San Pietroburgo che sarebbe diventato la "Obuchovskij zavod".

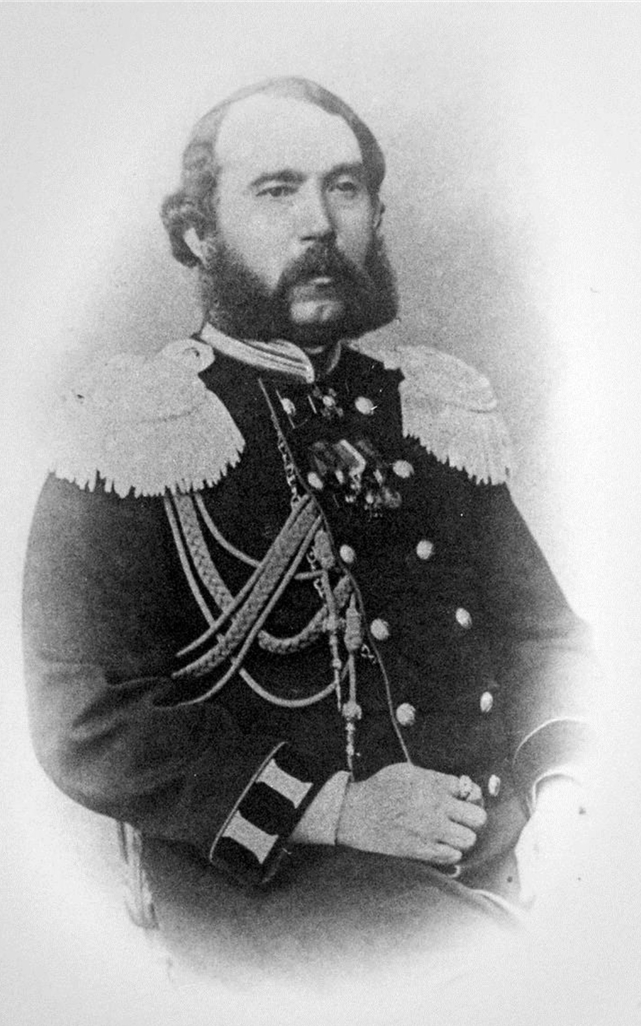
L'ingegnere minerario colonnello Pavel Matveevič Obuchov.

La Marina da guerra imperiale, essendo impegnata in un vasto programma di sviluppo e potenziamento della sua flotta, diede grande sostegno e supporto a Obuchov e Putilov nella fase di creazione e crescita del nuovo stabilimento. I dirigenti politico-militari dell'Impero intendevano sviluppare una moderna industria degli armamenti e ottenere la piena indipendenza tecnologica e produttiva per la fabbricazione soprattutto delle artiglierie pesanti per le navi da guerra e la difesa costiera che fino a quel momento principalmente erano state fornite dalla grande azienda tedesca Krupp. Inizialmente infatti le officine Obuchov costruirono copie dei modelli tedeschi. In realtà i primi anni furono molto difficili dal punto di vista finanziario per la nuova azienda che riuscì a sopravvivere e svilupparsi soprattutto grazie alle grandi ordinazioni militari pagate in anticipo dal ministero, ancor prima della reale costruzione dei cannoni.

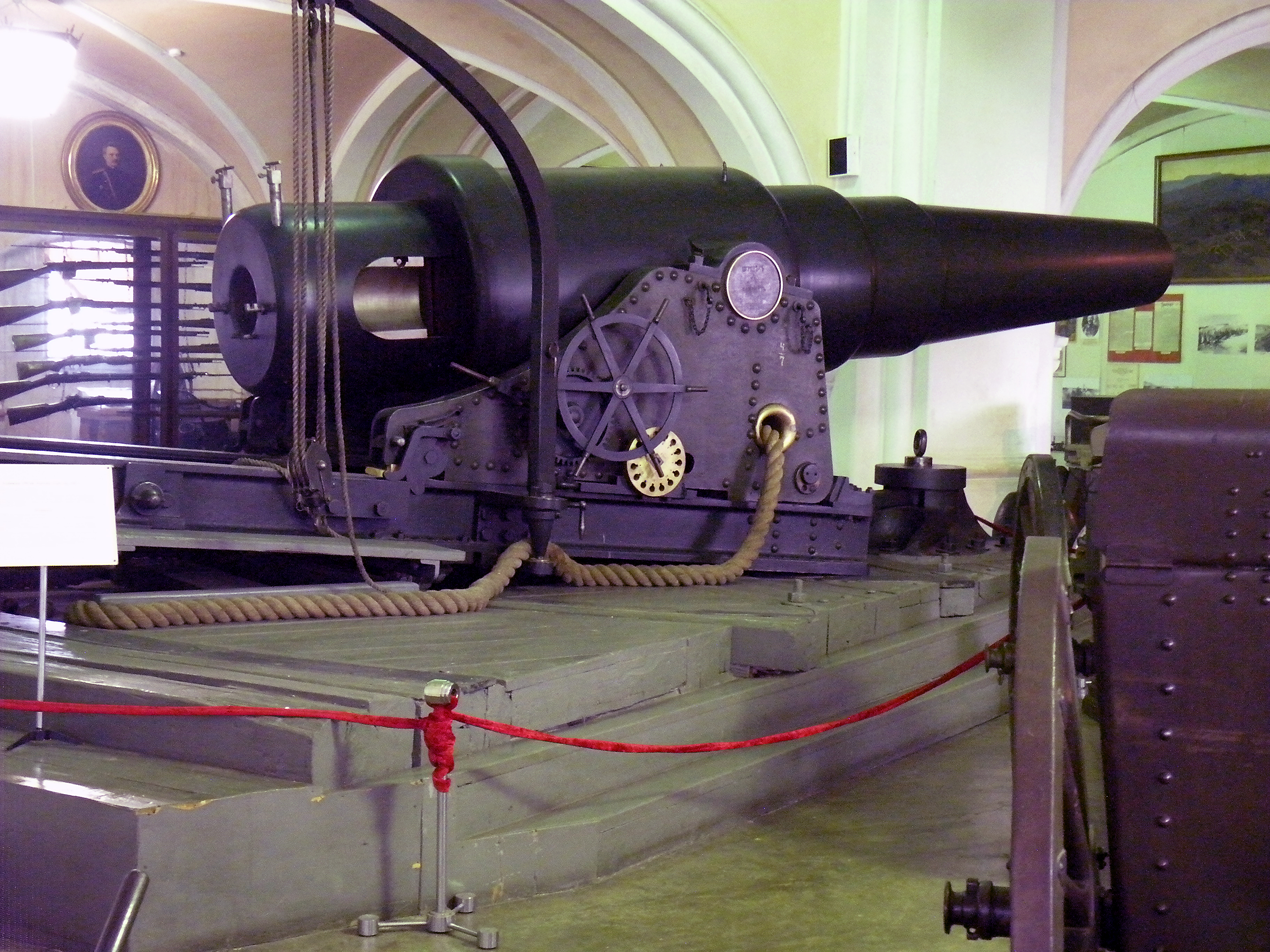
Il cannone costiero 28 cm L/20 M67, costruito dalle officine Obuchov su progetto Krupp.

Nel 1864 il Ministero della Marina russa intervenne direttamente, assumendo il controllo amministrativo della fabbrica attraverso la nomina di un ufficiale superiore, il colonnello Kolokotsov, come direttore generale, mentre Obuchov mantenne solo la responsabilità tecnica per la metallurgia e la meccanica; Putilov invece dopo alcuni anni, nel 1868, preferì lasciare l'azienda e dare vita ad un nuovo gruppo industriale indipendente che sarebbe diventato le famose Officine Putilov. Grazie al supporto finanziario e amministrativo della marina russa, lo stabilimento Obuchov superò le difficoltà e si trasformò in un moderno stabilimento industriale, riuscendo a produrre, a partire dal 1866, i cannoni richiesti e a sviluppare la fabbricazione civile di utensili. Contemporaneamente migliorò la tecnica metallurgica, con l'intervento dei famoso scienziato D. K. Cernov, e vennero attivati macchinari moderni, come convertitori e forni Martin-Siemens.
Negli anno ottanta del XIX secolo le officine Obuchov passarono completamente sotto il controllo statale e divennero una delle aziende tecnologicamente più avanzate dell'Impero russo con produzioni metallurgiche di numerose qualità di acciaio, e produzioni meccaniche di armature per navi, torrette di artiglieria, cannoni pesanti di vari calibri, proiettili, mine, macchinari per navi a vapore, materiale ferroviario e utensili per uso civile. Lo stabilimento Obuchov soprattutto divenne la fabbrica principale russa per la progettazione e la costruzione dei cannoni di grosso calibro per l'artiglieria costiera e per le varie classi di corazzate immesse in servizio dalla Marina imperiale negli ultimi anni del XIX secolo e all'inizio del XX secolo.
Vennero prodotte nella fabbrica di San Pietroburgo i cannoni 254 mm 45 calibri modello 1891 per le navi da battaglia Rotislav e Classe Peresvet; i cannoni costieri 28 cm L/20 M67 (di progetto Krupp) e 11 pollici M1877; i cannoni 12 pollici/30 delle corazzate classe Alessandro II, i cannoni navali 12 pollici/35, i cannoni 12 pollici/40 che armarono in totale diciassette navi da battaglia russe, tra cui la Cesarevič e le corazzate della Classe Petropavlovsk e della classe Borodino. Le officine Obuchov progettarono anche e produssero le artiglierie per la prime corazzate Dreadnought della Marina imperiale: i cannoni 12 pollici/52 che furono installati a bordo delle navi da battaglia Classe Gangut e Classe Imperatrica Marija che combatterono durante la prima guerra mondiale.